# Ualabi rupestre de Prosèrpina
El ualabi rupestre de Prosèrpina (Petrogale persephone) és una espècie de ualabi rupestre restringida a una petita àrea del Parc Nacional Conway, el Parc Nacional Dryander i el Parc Nacional de l'illa Gloucester i al voltant del poble d'Airlie Beach, tots al comtat de Whitsunday de Queensland (Austràlia). És l'única espècie amenaçada del seu gènere, segons la Unió Internacional per a la Conservació de la Natura (UICN).